# Les Trois pointes
Les Trois pointes est le nom donné à trois caps de Guadeloupe situés à Vieux-Fort. 

## Géographie
Au nord-ouest de la pointe du Vieux-Fort, cap le plus au sud de la Basse-Terre, les Trois pointes forment l'anse Dupuy.
La dernière pointe offre ne aire de pique-nique est un parking. L'ensemble de la zone a été classé au Conservatoire du littoral en 2008 dans la catégorie IV : Aire de gestion des habitats ou des espèces.